# IC 3365
IC 3365 је галаксија у сазвјежђу Береникина коса која се налази на листи објеката дубоког неба у Индекс каталогу.
Деклинација објекта је + 15° 53' 49" а ректасцензија 12h 27m 11,5s. Привидна величина (магнитуда) објекта IC 3365 износи 13,6 а фотографска магнитуда 14,2. Налази се на удаљености од 16,8 милиона парсека од Сунца. IC 3365 је још познат и под ознакама UGC 7563, MCG 3-32-41, CGCG 99-57, VCC 980, KUG 1224+161, PGC 40811.